# Pygmodeon cribripenne
Pygmodeon cribripenne es una especie de escarabajo longicornio del género Pygmodeon, tribu Neoibidionini, subfamilia Cerambycinae. Fue descrita científicamente por Bates en 1880.
La especie se mantiene activa durante el mes de mayo.

## Descripción
Mide 8,4-10,6 milímetros de longitud.

## Distribución
Se distribuye por Costa Rica, Honduras y Panamá.